# Attentat de Damas du 20 octobre 2021
Pour les articles homonymes, voir attentat de Damas.
L'attentat de Damas du 20 octobre 2021 est une attaque menée dans la ville de Damas en Syrie contre un bus militaire. Malgré des attaques ponctuelles dans la ville, cette attaque est la plus meurtrière commise à Damas depuis que le régime syrien a repris le contrôle total de la capitale en 2018. 
L'attaque a été revendiquée par le groupe Saraya Al-Qasioun. Le groupe, très mystérieux, est connu pour ses attaques préparées minutieusement ainsi que pour la létalité et la précision de ses actions.

## Contexte
Depuis que le régime syrien a réussi à reconquérir l'ensemble des territoires pris par les rebelles à Damas et ses faubourgs, la ville connaît une relative stabilité. 
Malgré des attaques ponctuelles contre des cibles pro-gouvernementales, les rebelles syriens n'ont plus les capacités pour mener de grosse opération dans la ville. Le dernier attentat majeur est survenu en 2017, cette attaque avait été menée par l'État islamique contre un tribunal judiciaire, provoquant 32 morts et plus de 100 blessés. 
Quelques jours avant, le groupe Hayat Tahrir al-Cham orchestre un attentat contre des miliciens et des pèlerins venus rendre un culte religieux sur la tombe de Sayyida Zeinab. L'attaque fait 74 morts et une centaine de blessés.
Selon le chercheur Fabrice Balanche : « Le centre-ville a beau être très sécurisé, des failles de ce type peuvent se produire. Il suffit d’une vérification ou d’une fouille mal faite. Il y a des cellules de l'EI ou d’Al-Qaida en mesure de perpétrer ce type d’attaque sans difficultés. ». En 2020, huit attaques ont lieu dans Damas

## Déroulement
Le 20 octobre 2021, vers 06:45 au matin, deux engins explosifs sont déclenchés contre un bus militaire près du pont Hafez Al-Assad, à Damas. Selon des sources sécuritaires, trois engins explosifs sont installés préalablement en dessous du véhicule militaire, deux engins explosent réellement, le troisième est désamorcé par des démineurs,.
Cette attaque, bien orchestrée, est l'attentat le plus meurtrier depuis que le régime syrien a repris le contrôle total de Damas. 
L'attaque fait officiellement 14 morts et de nombreux blessés. Selon l'Observatoire syrien des droits de l'homme (OSDH), aucun civil n'a été tué ou blessé lors de l'attaque.

## Suite
Une heure après l'attentat, le régime syrien pilonne à l'artillerie un quartier très animé de la ville d'Ariha, dans la province d'Idlib. Treize personnes dont 10 civils sont tués, dont une femme et sept enfants allant à l'école. Au moins 26 civils sont blessés, dont plusieurs démembrés,.
Par ailleurs, six combattants des Forces de défense nationale sont tués et sept autres blessés, lors de l'explosion d'un dépôt de munitions dans le Gouvernorat de Hama, le même jour. Les circonstances de l’incident ne sont pas claires.